# Bassano Virtus 55 Soccer Team 2007-2008
Questa pagina raccoglie le informazioni riguardanti il Bassano Virtus 55 Soccer Team nelle competizioni ufficiali della stagione 2007-2008.

## Rosa
| N. |                   | Ruolo | Calciatore              |
| -- | ----------------- | ----- | ----------------------- |
|    | Italia (bandiera) | D     | Riccardo Baggio         |
|    | Italia (bandiera) | D     | Andrea Basso            |
|    | Italia (bandiera) | D     | Alessandro Beccia       |
|    | Italia (bandiera) | D     | Manuel Benetti          |
|    | Italia (bandiera) | A     | Emanuele Berrettoni     |
|    | Italia (bandiera) | A     | Alessandro Cesca        |
|    | Italia (bandiera) | C     | Massimo Dalle Nogare    |
|    | Italia (bandiera) | C     | Mario La Canna          |
|    | Italia (bandiera) | A     | Giacomo Lorenzini       |
|    | Italia (bandiera) | A     | Marcelo Aparicio Mateos |
|    | Italia (bandiera) | C     | Achille Mazzoleni       |
|    | Italia (bandiera) | C     | Paolo Minardi           |
|    | Italia (bandiera) | D     | Matteo Nichele          |

| N. |                     | Ruolo | Calciatore          |
| -- | ------------------- | ----- | ------------------- |
|    | Italia (bandiera)   | D     | Rudy Nicoletto      |
|    | Italia (bandiera)   | C     | Elia Pavesi         |
|    | Italia (bandiera)   | D     | Michele Pellizzer   |
|    | Italia (bandiera)   | P     | Tommaso Peresson    |
|    | Italia (bandiera)   | C     | Alessandro Piovesan |
|    | Italia (bandiera)   | C     | Alessio Pirri       |
|    | Italia (bandiera)   | A     | Roberto Rondon      |
|    | Italia (bandiera)   | C     | Lorenzo Staiti      |
|    | Italia (bandiera)   | D     | Mario Stancanelli   |
|    | Italia (bandiera)   | P     | Paolo Tommei        |
|    | Italia (bandiera)   | D     | Gianluca Zattarin   |
|    | Italia (bandiera)   | P     | Alan Zattin         |
|    | Slovenia (bandiera) | A     | Emil Zubin          |